# Parabel (rivier)
De Parabel (Russisch: Парабель) is een rivier in de oblast Tomsk.
Het is een linker zijrivier van de Ob. Ze is 308 km lang en het stroombekken 25 500 km² groot. De Parabel ontstaat bij de samenvloeiing van de Kenga en de Tsjoezik. De rivier is bevroren tussen de tweede helft van oktober - begin november tot eind april - begin mei.